# Route 50 (Manitoba)
La Route 50 (PTH 50) est une route provinciale du Manitoba. Elle relie la route 5 à McCreary à la route 16 près de Westbourne.
Comme la route 5 et la route 20, la route 50 ne parcourt pas son tracé dans une seule direction. Elle est désignée comme route sud / nord entre la route 16 et le hameau de Silver Ridge et comme route ouest / est à partir de ce point jusqu'à la route 5. Elle est connue comme la Kinosota Road sur sa portion sud / nord.

## Description du tracé
La route 50 débute à une intersection avec la route 16 à l'ouest de Westbourne. Elle se dirige vers le nord en étant parallèle à la rive ouest du Lac Manitoba. Elle passe par Langruth, la Première Nation Sandy Bay, Amaranth et Silver Ridge. C'est à cet endroit que la route 50 bifurque vers l'ouest à l'intersection avec la route 278 et s'éloigne du Lac Manitoba.
La route se dirige désormais vers l'ouest. Elle traverse une région agricole sans croiser de municipalité avant d'arriver à son terminus ouest à la jonction avec la route 5 à McCreary. La route 50 prend fin mais son trajet se poursuit comme route 361 ouest,.

## Intersections majeures
| Division              | Ville        | km     | Destinations                                      | Notes |
| --------------------- | ------------ | ------ | ------------------------------------------------- | --- |
| No. 8                 |              | 0,00   | PTH-16 – Portage la Prairie, Neepawa              | |
| No. 8                 |              | 9,50   | PR 567 est (Steerbridge Road)                     | Terminus ouest de la PR 567 |
| No. 8                 | Langruth     | 26,00  | PR 265 ouest – Plumas                             | Terminus est de la PR 265 |
| No. 17                | Amaranth     | 50,00  | PR 261 (Broadway Road) – Glenella                 | |
| No. 17                | Silver Ridge | 76,10  | PR 278 nord – Ebb and Flow                        | Terminus sud de la PR 278; changement directionnel; la PTH-50 nord devient la PTH-50 ouest et la PTH-50 est devient la PTH-50 sud |
| No. 17                | McCreary     | 124,00 | PTH-5 (Parks Route) – Neepawa, Sainte-Rose du Lac | |
| No. 17                | McCreary     | 124,00 | PR 361 ouest – Mount Agassiz                      | La PTH-50 ouest devient la PR 361 ouest                                                                                           |
| - Transition de route |              |        |                                                   | |